# 15 Camelopardalis
15 Camelopardalis, som är stjärnans Flamsteed-beteckning, är en trippelstjärna i den södra delen av stjärnbilden Giraffen och med variabelbeteckningen DV Camelopardalis. Den har en genomsnittlig kombinerad skenbar magnitud på ca 6,13 och är svagt synlig för blotta ögat där ljusföroreningar ej förekommer. Baserat på parallaxmätning inom Hipparcosuppdraget på ca 3,1 mas, beräknas den befinna sig på ett avstånd på ca 1 
 040 ljusår (ca 318 parsek) från solen. Den rör sig bort från solen med en heliocentrisk radialhastighet på ca 7 km/s. Den ingår med 99 procent sannolikhet i Cas-Tau OB-föreningen.

## Egenskaper
Primärstjärnan 15 Camelopardalis A är en blå till vit stjärna i huvudserien av spektralklass B5 V. Den har en radie som är ca 4,5 solradier och utsänder ca 220 gånger mera energi än solen från dess fotosfär vid en effektiv temperatur på ca 10 000 K.
15 Camelopardalis är en dubbelsidig spektroskopisk dubbelstjärna med en omloppsperiod på 6,7 dygn och en stor excentricitet på ca 0,48, plus en tredje stjärna i en vidare bana. Det snäva paret består av en mycket långsamt roterande heliumsvag stjärna plus en vanlig medelstor stjärna av spektraltyp B med en snabbare rotationshastighet. De bildar tillsammans en förmörkelsevariabel av Algol-typ (EA), som varierar mellan fotografisk magnitud +6,1 och 6,3 med en period av 1,52950 dygn. Den tredje stjärnan är en långsamt pulserande stjärna av B-typ.